# Zanthoxylum monogynum
Zanthoxylum monogynum är en vinruteväxtart. Zanthoxylum monogynum ingår i släktet Zanthoxylum och familjen vinruteväxter.

## Underarter
Arten delas in i följande underarter:
- Z. m. monogynum
- Z. m. paraense